# André Wilder
Pour les articles homonymes, voir Wilder.
André Wilder (né Eugène Lucien André van Wilder le 2 août 1871 à Paris 9e et mort le 2 mai 1965 à Antibes) est un peintre français. Né de deux parents d'origine belge, il est naturalisé français en 1890.

## Biographie
Son père, Jérôme Albert Victor van Wilder (1835-1892), né à Wetteren, en Flandre orientale, est critique musical dans cinq journaux parisiens dont Gil Blas et Le Ménestrel mais est surtout connu comme musicologue, traducteur et adaptateur en français des opéras de Richard Wagner. Après des études à Gand, Victor van Wilder s'installe à Paris en 1858 avec son épouse Prudence Caroline Muller (1840-1882) et leur fille Marguerite Lucie Henriette (1857-1936), née l'année précédente. Une seconde fille, Henriette Clothilde Louise, nait dans la capitale en 1863. Les trois enfants du couple évoluent donc dans un milieu plutôt aisé, dans lequel la fibre artistique est très présente.
André van Wilder est né le 2 août 1871 à Paris, dans le 9e arrondissement. Il est élève de Jean Léon Gérôme (à l'École des arts décoratifs) et, dans le Midi, de Marius Michel,. Il adopte comme nom d'artiste André Wilder et commence sa carrière en réalisant des illustrations dans des périodiques parisiens comme Le Journal pour tous et Le Monde Illustré, entre 1893 et 1898. Parallèlement, l'un de ses beaux-frères, André Maurel (1863-1943) journaliste au Figaro mais aussi écrivain, lui permet une meilleure visibilité en lui confiant les illustrations de deux de ses ouvrages : Les Trois Dumas, en 1896 et un Essai sur Chateaubriand en 1898. Cette même année 1898, on peut imputer à l'influence de Maxime Maufra l'attribution à Wilder de la commande d'une affiche publicitaire touristique pour les Chemins de fer de l'Ouest, vantant les mérites de la Bretagne, dans laquelle l'empreinte du courant Art Nouveau est très présente et dont un exemplaire est conservé au musée départemental breton de Quimper.
Le 2 juillet 1893, le peintre épouse à la mairie du 17e arrondissement de Paris, Pauline George François (1857-1936). Le couple sera quinze ans sans avoir d'enfant puis naîtra un premier fils, Claude van Wilder, le 9 juin 1908 qui, adulte, entrera comme comédien dans la troupe du théâtre de l'Odéon. Un second fils, Robert, nait le 9 mai 1915 et s'illustrera en tant que résistant lors de la Seconde Guerre mondiale.
Les débuts de la carrière artistique d'André Wilder sont fortement influencés par sa rencontre avec le célèbre peintre de l'École de Pont-Aven, Maxime Maufra (1861-1918), qui prend le jeune homme sous son aile et multiplie les démarches pour le faire connaître. La rencontre entre les deux hommes n'a pas lieu en 1895 comme l'indiquent le dictionnaire Bénézit et les ouvrages de Gérald Schurr, mais en juillet-août 1897 à Trébeurden, à l'Hôtel Martret, face à la plage de Trozoul. Mention de cette rencontre figure dans les cahiers (conservés par la descendance) dans lesquels l'artiste établit, année après année, la liste des tableaux qu'il réalise. Elle est corroborée  par le livret militaire du peintre qui, en tant que réserviste de l'armée d'active, doit déclarer ses déplacements en gendarmerie. La présence simultanée de Maufra à Trébeurden en juillet-août 1897 est attestée par la partie consacrée à sa biographie dans le catalogue raisonné du peintre réalisé en ligne par Caroline Durand-Ruel-Godfroy, arrière petite-fille du grand marchand d'art  des impressionnistes, Paul Durand-Ruel. Dans ce contexte, il est fort probable qu'une amitié durable (jusqu'au décès de Maufra en 1918) se soit établie entre les deux artistes, d'autant plus que Wilder mentionne par ailleurs, dans ses cahiers, un séjour de trois semaines, au printemps, à Morgat, avec son épouse et le couple Maufra. C'est très probablement au printemps 1899 que se situe ce séjour, Maufra ayant reçu, cette année là, une commande de trois grands panneaux décoratifs par le Grand Hôtel de Morgat.
André Wilder expose pour la première fois à Paris chez Bernheim-Jeune du 7 au 25 mars 1900 en compagnie de deux confrères. Il participe ensuite du 1er au 31 mars 1901, au 8e Salon de la Libre Esthétique qui se déroule à Bruxelles, où il expose deux toiles dont l'une bretonne. Il y participera à nouveau en 1910 et 1913. Trois toiles du peintre sont retenues par le jury du premier Salon d'automne, (fondé par Maxime Maufra et Frantz Jourdain)  qui a lieu au Petit Palais du 31 octobre au 6 décembre 1903. Il expose au Salon tenu par la Société nationale des beaux-arts, régulièrement au Salon d'automne, jusqu'en 1949, au Salon des Indépendants, et, à partir de 1923, au Salon des Tuileries. En 1904 et en 1909, il est sollicité à nouveau par la galerie Bernheim-Jeune à Paris mais seul cette fois, pour deux grandes expositions individuelles, respectivement de 42 toiles et, cinq ans plus tard, de 46 toiles. En 1904 un catalogue est édité, avec une préface de cinq pages rédigée par l'écrivain célèbre Octave Mirbeau (1848-1917). À côté de sa carrière littéraire, celui-ci est en effet aussi un critique d'art influent et reconnu, ami des impressionnistes. En 1904 ce sont essentiellement des œuvres réalisées en Belgique et aux Pays-Bas, suite au premier voyage d'André Wilder dans sa patrie d'origine, en mai-juin 1902. En 1909, l'artiste présente une sélection de ses tableaux réalisés depuis l'exposition précédente de 1904 dont quelques œuvres bretonnes (Le Solidor à Saint-Servan). Il visite ensuite à plusieurs reprises la Belgique et la Hollande « dont la lumière l'enthousiasme ». Par décret du 11 janvier 1933, le Ministère de l'Éducation Nationale lui décerne le grade de chevalier de la Légion d'honneur pour ses : "46 ans de carrière artistique et de services militaires". A partir de 1939, l'artiste s'installe à Cagnes-sur-Mer. En 1951, le peintre habite, un temps, à Camy dans le Lot (sur la commune actuelle de Peyrac) puis, à la fin des années cinquante, à Antibes, où il meurt en 1965.
Beaucoup de ses œuvres, devant lesquelles Gérald Schurr dit ressentir « un papillonnement de lumière colorée, des toiles rayonnantes de vitalité », se trouvent dans les collections des bureaux officiels (ministères, préfectures, hôtels de ville). En effet, grâce à la notoriété acquise lors des deux expositions chez Bernheim-Jeune, de nombreuses œuvres du peintre ont été achetées par l'État : La Vallée du Lude à Carolles en 1911 , déposé l'année suivante à la Préfecture de Loire inférieure ; L'Oise à Janville, acquise en 1913, qui aura les honneurs du musée du Luxembourg ; Le Solidor à Saint Servan, en 1914, affecté au ministère de l'Intérieur ; Saint Pol's, Londres, en 1915 ; Vue des environs de Saint-Tropez, en 1918 ou encore Rouen, acheté sur l'exercice 1931-32. La Ville de Paris achètera également, autour des années 1920-1930, de nombreuses œuvres comme, en 1926, Poissy le pont ou une autre toile intitulée Rouen en 1932.
Une exposition est, pour moitié, consacrée à l'artiste au musée du Faouët, dans le Morbihan, du 5 avril au 5 octobre 2025. Intitulée : Regards croisés de deux peintres paysagistes en Bretagne : Marguerite Raffray (1907-2004) et André Wilder (1871-1965) elle concerne sa production bretonne (ainsi que quelques œuvres réalisées dans le Midi). Un catalogue de 96 pages, illustré de l'ensemble des œuvres exposées, accompagne cette exposition temporaire.

## Réception critique
- « Sur des préparations au vermillon, il reprend à l'atelier les pochades du plein-air. Il ne stylise pas comme Cézanne, il livre à chaud son émotion ; renonçant bientôt à l'atelier, il peint directement sur nature : un art franc et net qui ne s'est jamais évadé de l'Impressionnisme ; sans les imiter, Wilder fait spontanément du Sisley ou du Maufra, un peintre qu'il admire beaucoup après sa rencontre à Trebeurden en 1895. » - Gérald Schurr[12]